# Eurovision Song Contest 1982
Eurovision Song Contest 1982 blev afholdt i Harrogate i Storbritannien.
Konkurrencen blev vundet af Vesttyskland, der stillede op med sangen "Ein bißchen Frieden", fremført af Nicole. Da den skulle fremføres igen i slutningen af programmet efter at have vundet, sang Nicole teksten på flere forskellige sprog.
Frankrig meldte fra, da de ikke fandt konkurrencen spændende mere. Grækenland meldte også fra, da det græske kulturministerium mente, at deres sang kunne skade landets omdømme.

## Deltagere og resultater
| Nr | Land           | Sprog       | Solist                      | Sang                      | Plads | Point |
| -- | -------------- | ----------- | --------------------------- | ------------------------- | ----- | ----- |
| 1  | Portugal       | Portugisisk | Doce                        | Bem-bom                   | 13    | 32    |
| 2  | Luxembourg     | Fransk      | Svetlana                    | Cours après le temps      | 6     | 78    |
| 3  | Norge          | Norsk       | Jahn Teigen & Anita Skorgan | Adieu                     | 12    | 40    |
| 4  | Storbritannien | Engelsk     | Bardo                       | One Step Further          | 7     | 76    |
| 5  | Tyrkiet        | Tyrkisk     | Neco                        | Hani                      | 15    | 20    |
| 6  | Finland        | Finsk       | Kojo                        | Nuku pommiin              | 18    | 0     |
| 7  | Schweiz        | Fransk      | Arlette Zola                | Amour on t'aime           | 3     | 97    |
| 8  | Cypern         | Græsk       | Anna Vissi                  | Mono i agapi              | 5     | 85    |
| 9  | Sverige        | Svensk      | Chips                       | Dag efter dag             | 8     | 67    |
| 10 | Østrig         | Tysk        | Mess                        | Sonntag                   | 9     | 57    |
| 11 | Belgien        | Fransk      | Stella                      | Si tu aimes ma musique    | 4     | 96    |
| 12 | Spanien        | Spansk      | Lucía                       | Él                        | 10    | 52    |
| 13 | Danmark        | Dansk       | Brixx                       | Video video               | 17    | 5     |
| 14 | Jugoslavien    | Kroatisk    | Aska                        | Halo halo                 | 14    | 21    |
| 15 | Israel         | Hebræisk    | Avi Toledano                | Chora                     | 2     | 100   |
| 16 | Holland        | Hollansk    | Bill van Dijk               | Jij en ik                 | 16    | 8     |
| 17 | Irland         | Engelsk     | The Duskeys                 | Here Today, Gone Tomorrow | 11    | 49    |
| 18 | Vesttyskland   | Tysk        | Nicole                      | Ein bißchen Frieden       | 1     | 161   |